# Bahnhof Sankt Valentin
Bahnhof Sankt Valentin vasútállomás Ausztriában, Sankt Valentinben. Az állomás fontos vasúti csomópont, keresztülhalad rajta Ausztria legfontosabb fővonala, a Westbahn, továbbá itt ér véget a Kronprinz Rudolf-Bahn, mely Olaszországgal teremt kapcsolatot.

## Vasútvonalak
Az állomást az alábbi vasútvonalak érintik:
- Westbahn
- Donauuferbahn
- Kronprinz Rudolf-Bahn

## Kapcsolódó állomások
A vasútállomáshoz az alábbi állomások vannak a legközelebb:
- Ennsdorf railway station
- Herzograd railway station
- Stadt Haag railway station
- St. Pantaleon railway station
- Stadt Haag
- Ennsdorf